# Liste der Biografien/Gerc
Liste der Biografien |
Portal Biografien |
Personensuche
# |
A |
B |
C |
D |
E |
F |
G |
H |
I |
J |
K |
L |
M |
N |
O |
P |
Q |
R |
S |
T |
U |
V |
W |
X |
Y |
Z |
?
 
Ga |
Gb |
Gc |
Gd |
Ge |
Gf |
Gh |
Gi |
Gj |
Gk |
Gl |
Gm |
Gn |
Go |
Gp |
Gq |
Gr |
Gs |
Gu |
Gv |
Gw |
Gy |
Gz
 
Gea |
Geb |
Gec |
Ged |
Gee |
Gef |
Geg |
Geh |
Gei |
Gej |
Gek |
Gel |
Gem |
Gen |
Geo |
Gep |
Ger |
Ges |
Get |
Geu |
Gev |
Gew |
Gex |
Gey |
Gez
 
Gera |
Gerb |
Gerc |
Gerd |
Gere |
Gerf |
Gerg |
Gerh |
Geri |
Gerk |
Gerl |
Germ |
Gern |
Gero |
Gerp |
Gerr |
Gers |
Gert |
Geru |
Gerv |
Gerw |
Gery |
Gerz
Die Liste der Biografien führt alle Personen auf, die in der deutschsprachigen Wikipedia einen Artikel haben. Dieses ist eine Teilliste mit 29 Einträgen von Personen, deren Namen mit den Buchstaben „Gerc“ beginnt.

## Gerc

### Gerca
- Gërçaliu, Ronald (* 1986), österreichischer Fußballspieler

### Gerce
- Gerçeker, Hasan (* 1946), türkischer Jurist, Präsident des Kassationshofs der Türkei

### Gerch
- Gerchow, Jan (* 1958), deutscher Historiker und Museumsdirektor
- Gerchow, Joachim (1921–2012), deutscher Arzt und Rechtsmediziner
- Gerchunoff, Alberto (1883–1950), argentinischer Journalist und Schriftsteller

### Gerci
- Gerçin, Mehmet Nazif (1901–1982), türkischer Fußballspieler

### Gerck
- Gercke, Achim (1902–1997), deutscher Rasseforscher und Politiker (NSDAP), MdR
- Gercke, Alfred (1860–1922), deutscher Klassischer Philologe; Hochschullehrer und Rektor in Greifswald und Breslau
- Gercke, Björn (* 1973), deutscher Rechtsanwalt und Strafverteidiger
- Gercke, Doris (1937–2025), deutsche Schriftstellerin
- Gercke, Friedrich (1756–1831), deutscher Bürgermeister und Politiker
- Gercke, Heinrich (1787–1835), deutscher Bäckermeister, Bürgermeister und Politiker
- Gercke, Hubert (1881–1942), deutscher General der Infanterie im Zweiten Weltkrieg
- Gercke, Lena (* 1988), deutsches Model und FernsehmoderatorinLena Gercke (* 1988)

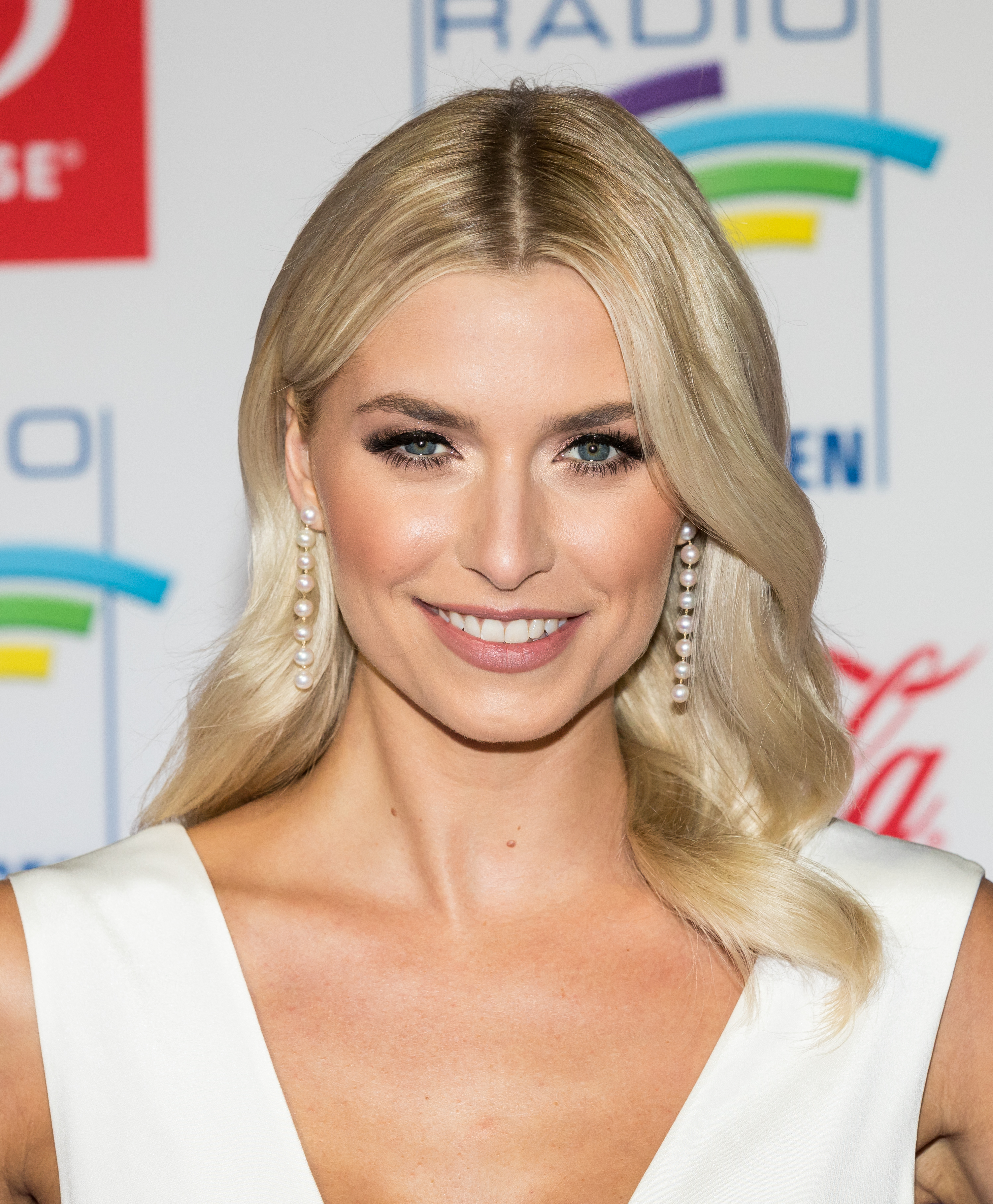
Lena Gercke (* 1988)

- Gercke, Martina (* 1963), deutsche Schriftstellerin
- Gercke, Peter (* 1938), deutscher Klassischer Archäologe
- Gercke, Rudolf (1884–1947), deutscher General der Infanterie im Zweiten Weltkrieg
- Gercke, Samuel, deutscher Orgelbauer in Güstrow
- Gercke, Stefanie (1941–2021), deutsch-südafrikanische Schriftstellerin
- Gercke, Werner (1885–1954), deutscher Verwaltungs- und Versicherungsjurist
- Gercken, Georg Heinrich (1690–1744), Jurist und Ratsherr der Hansestadt Lübeck
- Gercken, Joachim († 1544), Kaufmann und Bürgermeister der Hansestadt Lübeck
- Gercken, Nicolaus (1555–1610), deutscher Jurist
- Gercken, Peter († 1545), deutscher Kleriker, Sekretär des Hansekontors in Bergen und Domherr
- Gercken, Philipp Wilhelm (1722–1791), deutscher Historiker und Heraldiker
- Gercken, Sebastian (1656–1710), Lübecker Bürgermeister
- Gerckens, Peter (* 1944), deutscher Politiker (SSW), MdL
- Gerckens, Pierre (* 1938), deutsch-belgischer Verleger und Medienmanager

### Gercz
- Gerczikow, Ruben (* 1997), deutscher Aktivist und Publizist